# Saint-Rémi-de-Métis
 (août 2014).
Si vous disposez d'ouvrages ou d'articles de référence ou si vous connaissez des sites web de qualité traitant du thème abordé ici, merci de compléter l'article en donnant les références utiles à sa vérifiabilité et en les liant à la section « Notes et références ».
 (juillet 2018).

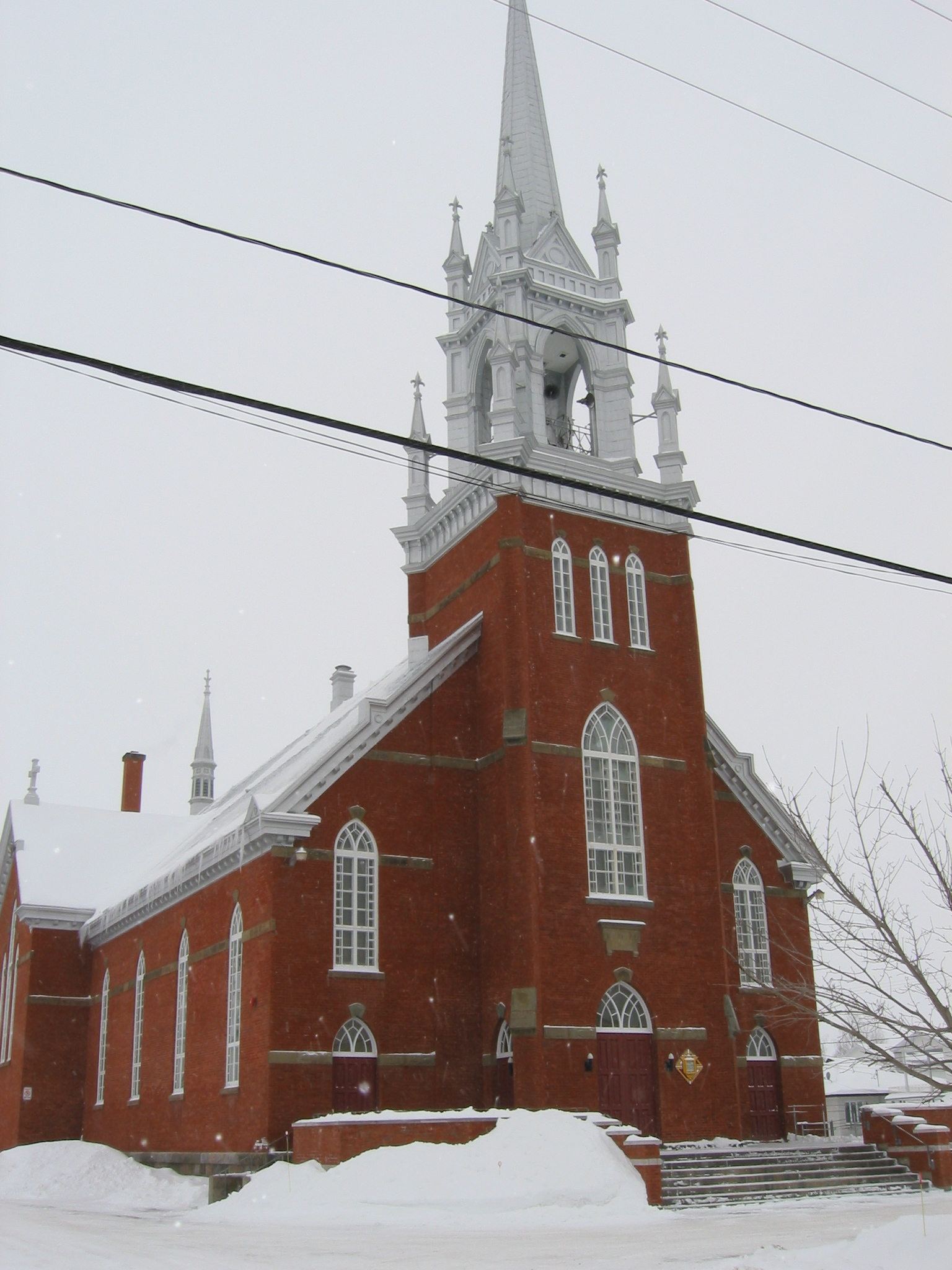
L'église Saint-Rémi de Price en 2008

Saint-Rémi, également appelée Saint-Rémi-de-Métis et Saint-Rémi-de-Price, est une paroisse de l'Église catholique située dans la région pastorale de La Mitis dans l'archidiocèse de Rimouski. Elle se trouve dans la région administratrive du Bas-Saint-Laurent au Québec au Canada et comprend le territoire de la municipalité de Price ainsi qu'une partie de la ville de Mont-Joli, le secteur de Saint-Jean-Baptiste. La paroisse, nommée en l'honneur de Remi de Reims, a été érigée canoniquement en 1916.

## Infrastructures

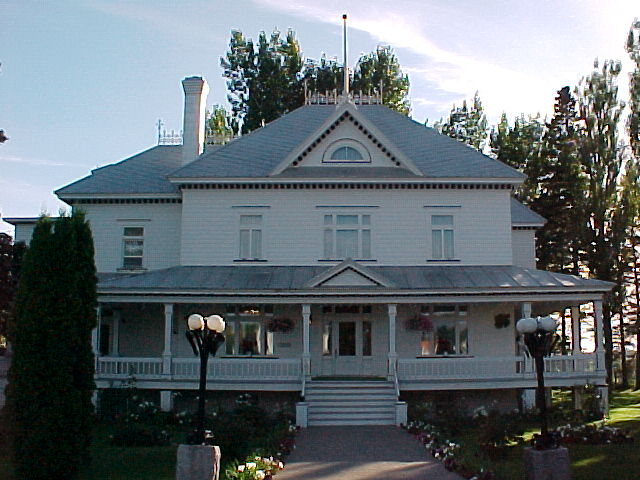
L'ancien presbytère paroissial

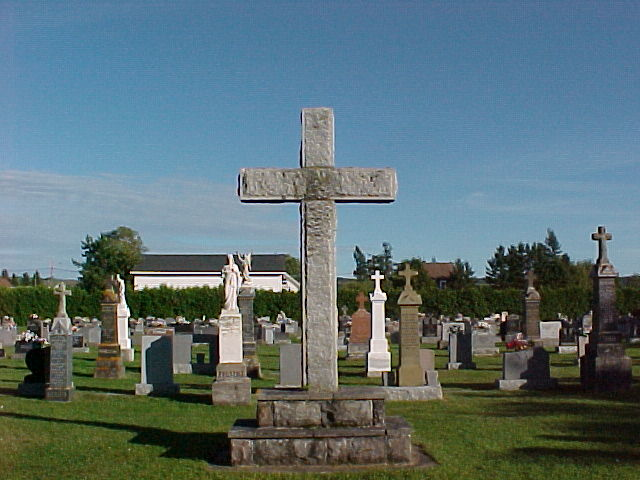
Le cimetière paroissial

L'église paroissiale a été construite en 1910 selon les plans de l'architecte Thomas Raymond de Québec par l'entrepreneur Zénon Ouellet du Bic. Elle est de style néo-gothique. Son revêtement extérieur est de brique rouge avec une toiture en tôle à la canadienne. La voûte intérieure est en forme d'arc brisé, propre au style gothique. La forme intérieure est une croix latine. Sa valeur patrimoniale est évaluée à moyenne (D) par la Fondation du patrimoine religieux du Québec. Sur sa façade, on aperçoit l'inscription « D.O.M. 1910 ». L'expression D.O.M. signifie « Deo optimo maximo », signifiant : « Au Dieu très bon et très grand » en latin et se retrouve sur plusieurs façades d'églises. Elle fut inaugurée le 8 décembre 1910. L'église comprend un orgue de facture Casavant Frères datant de 1926.
Le presbytère, datant de 1912, a été vendu par la fabrique de Price en 2014 pour devenir une maison privée. Il est de bois, peint en blanc, de style néo-classique.
Le cimetière paroissial est attenant à l'église. Au centre du cimetière, une croix de granite rappelle l'année sainte de 1950. L'entrée du terrain est surplombé par la statue du Sacré-Cœur avec des bancs et des aménagements floraux.

## Desservants
- 1909 à 1915 : abbé David-Georges-Alexandre Michaud
- 1915 à 1943 : abbé Philippe Morin
- 1943 à 1949 : abbé Louis-David Riou
- 1949 à 1952 : abbé Léo Hudon
- 1952 à 1963 : abbé Camille Michaud
- 1963 à 1972 : abbé Jean-Baptiste Gauvin
- 1972 à 1974 : père Roger Tremblay, c.s.v
- 1974 à 1983 : abbé François-Xavier Belzile
- 1983 à 1992 : abbé Claude Lebel
- 1992 à 1998 : abbé Jean-Marc Lefrançois
- 1998 à 2013 : abbé Gérard Beaulieu
- Depuis 2013 : abbé Marien Bossé

## Annexe